# ناحیه جوی فیلد، میشیگان
ناحیه جوی فیلد (به انگلیسی: Joyfield Township) یک منطقهٔ مسکونی در ایالات متحده آمریکا است که در شهرستان بنزی واقع شده‌است.
 ناحیه جوی فیلد ۵۱٫۷ کیلومتر مربع مساحت و ۷۹۹ نفر جمعیت دارد و ۲۵۷ متر بالاتر از سطح دریا واقع شده‌است.